# Plyntéria

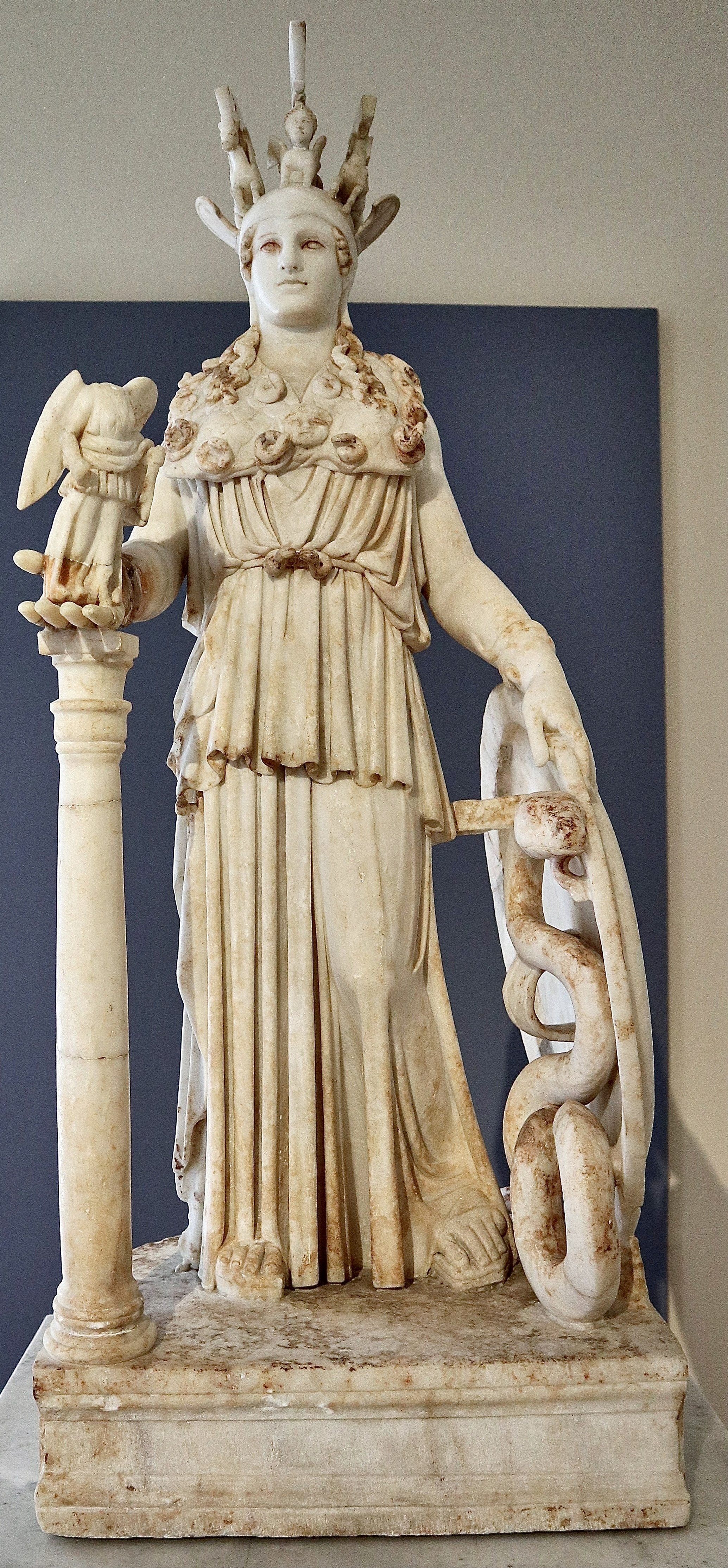
Athéna du Varvakéion, copie d'époque romaine de la statue chryséléphantine du Parthénon.

Les plynteria (en grec ancien πλυντήρια), en français les plyntéries étaient une fête de l’Athènes antique, fêtée chaque année le 22 du mois de thargelion (début juin), en l’honneur d’Athena Polias et en lien avec l’héroïne Aglauros (sans ses sœurs). Le nom de la fête vient du grec plynein (πλύνειν) : « laver ».

## Origine
Photios indique qu’après la mort d’Aglauros, les vêtements de la déesse n'ont pas été lavés, et que le jour où on les lava prit ce nom.
On situe parfois l’origine des plynteria en Ionie, ou le calendrier de quelques cités comportaient un mois de plynterion à la même époque que thargelion : il s’agit des cités de Chios et de Paros auxquelles P. Brulé ajoute Ios et Thasos, Paros célébrant également des plyntéria consacrées à Athéna Ilia. Chios et Tégée auraient aussi célébrées des plyntéries.

## Déroulement
Plutarque affirme que la fête a lieu le 25, elle dure probablement plusieurs jours,. Le jour de cette fête faisait partie des apophrades (ἀποφράδες) ou dies nefasti où on s’abstenait de toute entreprise, condamnée à être désavouée par les dieux. Mais alors que lors des anthestéries, le temple du dieu célébré au moins reste ouvert, lors des plyntéries, tous les temples étaient fermés et interdits au public. Les temples étaient entourés d’une corde pour empêcher toute entrée, et la porte enduite de poix ; durant ces jours, la cité était en quelque sorte privée de sa déesse protectrice, et toute entreprise commencée ces jours-ci était vouée à l’échec. P. Brulé note aussi que « les âmes des morts revenaient ces jours-là et avec elles, montaient des profondeurs du sol les porteurs d’influences maléficiantes, miasmes de l’au-delà, que les Grecs appellent Kères »
La statue était dépouillée de ses ornements pour qu’ils soient lavés rituellement. Dans l’intervalle, la statue était voilée pour la dissimuler aux yeux des hommes,. Les femmes chargées de cette tâche étaient appelées les loutrides, ou les plyntrides, : elles accomplissaient le même geste que la mythique prêtresse d’Athéna et celui de l’Athénienne idéale ; elles appartenaient au genos des praxiergidai (πραξιεργίδαι),. Les plyntrides étaient au nombre de deux, recrutées parmi l’aristocratie, comme les autres femmes ou jeunes filles que les hommes d’Athènes recrutaient pour assurer un sacerdoce. Le principal vêtement lavé devait être le péplos tissé par les arrhéphores et offert tous les quatre ans à Athéna Polias lors des Panathénées.
Durant la fête, il est probable que la statue ait été déplacée jusqu’au bord de mer, au port de Phalère, pour un bain rituel, donnant lieu ensuite à une procession de retour,,,. On considère généralement que le bain de la statue concernait le xoanon, la statue de taille réduite d’Athéna Polias, en bois,,. Après le bain, il est très probable que la statue ait été ointe d’huile parfumée. Il est possible que le rhabillage de la statue d’Athéna ait eu lieu à l’Aglauréion avec le péplos nettoyé.
Une fois le bain rituel effectué, une procession ramenait la statue sur l’Acropole, de nuit. Le cortège est éclairé par des flambeaux portés par les éphèbes,. Durant la  procession des plynteria, une grande quantité de figues sèches, les hegetoria (ἡγητορία), étaient apportées au temple sur un plat, ; le rapport avec un rite de fécondation, ou simplement de purification, a été discuté.
D’autres auteurs estiment qu’il s’agit d’une autre statue, le Palladium, xoanon venant légendairement de Troie et conservé dans un temple situé dans la vallée de l’Ilissós (soit entre l’Acropole et Phalère), auquel cas la procession accompagnée par les éphèbes porteurs de flambeaux aurait eu lieu en maimactérion, en hiver. Il existe trois arguments pour que la procession au Phalère soit considérée comme n’ayant pas lieu lors des plyntéries :
- un décret éphèbique mentionne cette procession, entre une célébration ayant lieu l’automne et une autre durant l’hiver donc la procession aurait eu lieu à la fin de l’automne ou durant l’hiver si les auteurs du décret ont suivi un ordre chronologique[18] ;
- il n’existe pas de source reliant les éphèbes et Athéna Polias. Toutes les sources liant les éphèbes et Athéna se réfèrent au Palladion ;
- et la fête s’appelle plyntéries (« lavage ») et non loutra (« bain »).

Le troisième point peut être combattu par les tenants d’une concordance des deux manifestations : d’abord nombre de fêtes ont un nom qui ne recouvre pas l’ensemble des rituels, et les plyntéries sont justement effectuées par des plyntrides (qui lavent) qui sont aussi appelées loutrides (qui baignent). Cependant, il n’y a pas de sources qui prouvent que le xoanon déshabillé par les plyntrides est le même que celui qui est baigné au Phalère, et il n’y a pas de source qui prouve que le genos responsable de la procession au Phalère soit les Praxiergides. Il est possible que ce soit plutôt les Bouzyges.
M .Christopoulos fait partie des tenants de la tenue d'une procession à Phalère le jour des plyntéria.
Un bassin de marbre, présent sur l’Acropole, semble avoir servi à la lessive des pièces textiles ornant la statue par les plyntrides.
Lors de la fête, à un moment non-déterminé, une brebis était sacrifiée à Athéna.
Si la célébration principale de cette fête (et de la fête liée des Kallynteria) se déroulait dans la ville, l’astu, elle était aussi célébrée dans les dèmes comme Erchia et Thorikos. À Erchia, les plyntéries étaient célébrées le 3 skirophorion, donc à une date différente des plyntéries du temple d’Athéna Polias.

## Interprétation
Les rites entourant cette fête sont qualifiés de « secrets » par Plutarque. En réalité, c’est son point de vue masculin : les rites lui paraissaient secrets car il était interdit aux hommes adultes, comme dans toute la Grèce, de voir nue la statue de la déesse.
Plusieurs mythologues (dont Marcel Détienne) voient dans cette fête un rite liée à la fécondité et à la nature physiologique des femmes. Selon V. Sebillote-Cuchet, il faut plutôt y voir un rituel politique, indiqué par l’enjeu de la manipulation de la statue de la déesse protectrice de la cité et la commémoration d’un évènement lié à l’établissement de cette déesse à Athènes. De plus, comme indiqué par Photios, le rite commémore le deuil de la cité à la suite de la mort d’Aglauros, sacrifiée pour sauver la cité. Selon l’autrice, « le retour [de la statue] sur l’Acropole commémorerait le succès du sacrifice de l’héroïne : la cité est désormais tout acquise à Athéna qui a réussi à conserver son autorité face aux velléités de Poséïdon ». La dimension civique du rite est donc prépondérante,,. René Ginouvès retient lui principalement le rite de purification, doublé d’une opération « destinée à débarrasser la statue des souillures d’une année », excluant un quelconque rite de fécondité ou nuptial, ou encore une hiérogamie.
Le lavage du péplos d’Athéna est interprété par M. Christopoulos en rappelant l’interdit visuel relatif aux statues de déesses (pour les hommes) ; Tirésias, qui l’avait outrepassé, fut rendu aveugle en punition de sa faute. Il tient également compte du statut ambigu d’Athéna : à la fois vierge, mais ayant dépassé la puberté et donc l’âge du mariage, et selon lui, qui relève également de la ménopause. De plus, mère adoptive d’Erichthonios, elle est une mère qui n’a pas accouché. Son péplos serait donc souillé par le sang des règles et celui de l’accouchement, accompagnés de la souillure du sperme d’Héphaïstos (qui tente de violer Athéna et qui échouant, éjacule à terre, donnant naissance à Erichthonios), et enfin d’une dernière souillure, celle de la mort d’Aglauros. D’où aussi, la présence des figues dans la cérémonie, auxquelles les Athéniens attribuaient des vertus purificatrices. Une autre raison pour la présence des figues est l’importance du mythe de l’autochtonie, pilier des croyances athéniennes : le figuier est un arbre qui a été offert par Athéna.